# Liste der Bodendenkmale in Gardelegen
In der Liste der Bodendenkmale in Gardelegen sind alle Bodendenkmale der Hansestadt Gardelegen und ihrer Ortsteile aufgelistet. Grundlage ist die Auflistung von Johannes Schneider aus dem Jahr 1986 und die Veröffentlichung der Landesdenkmalliste mit Stand vom 25. Februar 2016. Die Baudenkmale sind in der Liste der Kulturdenkmale in Gardelegen aufgeführt.
| Denkmal-ID | Fundart                | Ortsteil               | Bezeichnung                              | Zeitstellung        | Lage                                                                         | Bemerkungen | Bild |
| ---------- | ---------------------- | ---------------------- | ---------------------------------------- | ------------------- | ---------------------------------------------------------------------------- | --- | ---- |
| 428310131  | Grabmal > Grabhügel    | Hottendorf             | Hügelgräberfeld, ca. 16 Grabhügel        | Bronzezeit          | 3,5 km nördl. vom Ort, „Horster Berg“ ()                                     | Kleinere GH mit einem Dm. von ca. 6 m. Die meisten Hügel sind nur ca. 1,00 m hoch. GH2 ist der größte Hügel mit einer Höhe von ca. 1,50 m. |      |
| 428310131  | Grabmal > Grabhügel    | Hottendorf             | Hügelgräbergruppe, 8 Grabhügel           | undatiert           | ca. 3,2 km nordöstlich vom Ort, „Luthäner Forst“ ()                          | |      |
| 428310130  | Grabmal > Grabhügel    | Hottendorf             | Hügelgräber                              | undatiert           | südöstlich vom Vorwerk „Luthäne“ ()                                          | Die Hügel sind zum Teil schwer erkennbar. |      |
| 428310157  | besonderer Stein       | Kassieck               | Findling                                 | undatiert           | Waldrand (Lage)                                                              | Großer Findling der zufällig in der Nähe einer Parkgelegenheit entdeckt wurde. Schälchen sind an diesen Stein nicht zu erkennen. |      |
| 428310158  | Grabmal > Grabhügel    | Kassieck               | Grabhügel                                | Bronzezeit          | an der Straße Kassieck-Lindstedt, Giehrenberg (Lage)                         | Der Hügel ist länglich oval und ca. 15 m mal 6–8 m groß und etwa 1 m hoch. An einer Stelle am Hügelfuß befindet sich eine Steinplatte. |      |
| 428310153  | Befestigung            | Lindstedt              | Burganlage                               | Mittelalter         | 1,5 km nordwestlich vom Ort, sogenannte Rohrburg, Ringwall? ()               | Die Anlage befindet sich in einem sehr feuchten Wiesengelände in einem großen Busch. Der Busch wird von einem Wassergraben umgeben. Es gibt nur eine Erdbrücke, über die man in das Innere gelangt. Auch dort befand sich zumindest im Randbereich Wasser.                |      |
| 428310156  | Grabmal > Megalithgrab | Lindstedt              | Megalithgrab, Dolmen                     | Neolithikum         | 1,5 km südlich Seethener Winkel (Lage)                                       | Hierbei handelt es sich um 2 große Findlinge und faustgroße Gerölle, die wohl in den 50er Jahren freigelegt wurden. Nach Süden sollen weitere Steine vorhanden sein. |      |
| 428310134  | Befestigung > Burg     | Lindstedt              | überbaute Burganlage                     | Mittelalter         | im Ort, „Gutshof“ (Lage)                                                     | Die Gebäude der jetzigen Bebauung wurden bzw. werden saniert. In der Nähe der Anlage befindet sich ein Burghügel. Nach neusten Ergebnissen stammt diese Anlage aus dem 14./15. Jh.                                                                                        |      |
| 428310132  | besonderer Stein       | Lindstedt              | Steinkreuz                               | Mittelalter         | südlich im Ort, in der Kirchhofmauer, 10 m von der nordöstlichen Ecke (Lage) | Das Kreuz wurde umgesetzt und erst 1930 wiederentdeckt. Später wurde es dann eingemauert. Es besteht aus Buntsandstein und die Erhaltung ist gut. Vermutlich stammt dieses Kreuz aus dem 14./15. Jh.                                                                      |      |
| 428310155  | Grabmal > Grabhügel    | Lindstedt              | Grabhügel                                | Bronzezeit          | in der Nähe des vermutlichen Megalithgrabes ()                               | Markante große Erhebung mit mehreren sichtbaren Eingrabungen. Es kann sich hierbei um einen großen Grabhügel oder um einen kleineren Grabhügel auf einer Düne handeln. |      |
| 428310154  | Grabmal > Grabhügel    | Lindstedt              | Grabhügel, Galgenberg                    | undatiert           | (Lage)                                                                       | Sehr großer Hügel im Gelände, der wohl als Galgenberg benutzt wurde. Es ist nicht auszuschließen, dass es sich hierbei um einen älteren Grabhügel handelt. |      |
| 428310152  | Gräberfeld             | Lindstedt              | Gräberfeld                               | Römische Kaiserzeit | Ortslage, Prahlberg ()                                                       | Markante Anhöhe im Ort. Auf dem Grundstück befinden sich anscheinend überwiegend Siedlungsspuren. Allerdings wurde auch hier zur Straße hin ein ganzes Gefäß mit Knochenresten gefunden.                                                                                  |      |
| 428310088  | Befestigung > Burg     | Lindstedt, Wollenhagen | Burgwall, Niederungsburg – ‚Kiebitzburg‘ | Mittelalter         | südwestlich des Ortes, „Kiebitzberg“/„Kiebitzburg“ (Lage)                    | Die Burganlage steht seit 1. Juni 1959 unter Schutz. |      |
| 428310133  | Befestigung > Burg     | Lindstedt              | Burgwall, Wasserburg                     | Mittelalter         | nordöstlich vom Gut, mit Graben (Lage)                                       | Wasserburg seit 1. Juni 1959 unter Schutz. Der flache Hügel ist total überwuchert bzw. zugewachsen. Die Anlage ist ca. 15 m × 10 m groß und ca. 1,00–1,50 m hoch. Der Wassergraben ist kaum erkennbar.                                                                    |      |
| 428310092  | Grabmal > Grabhügel    | Lindstedt              | Grabhügel                                | Bronzezeit          | ca. 1,0 km südlich vom „Galgenberg“ ()                                       | Der Grabhügel hat einen Durchmesser von ca. 12 m und ist ca. 1,00–1,50 m hoch. Im Umfeld liegen einzelne Findlinge. In der Nähe stand einst eine Mühle. Von dieser sind noch 1 und 1/2 Mühlensteine vorhanden. Man hat daraus mit anderen Steinen eine Sitzgruppe gebaut. |      |
| 428310089  | Befestigung > Wall     | Seethen                | Wallanlage                               | Mittelalter         | im Ort (Lage)                                                                | Die Wallreste sind gut erkennbar, auch wenn sie größtenteils auf einen eingezäunten Privatgrundstück liegen. |      |
| 428310091  | Grabmal > Grabhügel    | Seethen                | Hügelgräbergruppe, 10 Grabhügel          | Bronzezeit          | nordwestlich vom Ort ()                                                      | Die Hügelgräber sind seit 1988 unter Schutz gestellt. Die meisten Hügel sind auch im Sommer erkennbar. Sie haben einen Durchmesser von ca. 20–30 m und eine Höhe von ca. 1,00 - 2,00 m.                                                                                   |      |
| ?          | Befestigung            | Gardelegen             | Landwehr                                 |                     | Westlich und nördlich der Stadt (Lage)                                       | |      |
| ?          | Befestigung > Burg     | Gardelegen             | Überbaute Wasserburg                     |                     | Volksgut Isenschnibbe, nördlich der Altstadt (Lage)                          | |      |
| ?          | Grabmal > Grabhügel    | Gardelegen             | Grabhügel                                |                     | Südlich der Stadt im Spitalforst, westlich der Straße nach Letzlingen (Lage) | |      |
| ?          | Wüstung                | Polvitz-Neuemühle      | Wüstung Kenzendorf                       |                     | An der Milde, im Forst (Lage)                                                | |      |
| ?          | Grabmal > Grabhügel    | Polvitz-Neuemühle      | Grabhügel                                |                     | südlich im Forst (Lage)                                                      | |      |
| ?          | besonderer Stein       | Zienau                 | Steinkreuz                               |                     | Nordwestecke des Friedhofs (Lage)                                            | |      |